# Imperium (serie de televisión)
Imperium es una serie de televisión española estrenada el 5 de septiembre de 2012 que se emitió en la cadena española Antena 3 y que, al igual que su predecesora Hispania, la leyenda, está ambientada en el siglo II a. C. La serie fue producida por Bambú Producciones y contó con un presupuesto aproximado de 20 millones de euros. El primer episodio consiguió un 10,9% de cuota de pantalla, lo que se traduce en 1.849.000 espectadores, menos de lo que se esperaba considerando el gran marketing invertido en ella.
La primera temporada tiene 6 capítulos. Inicialmente, estaban previstos 13 episodios, pero la cadena acordó finalmente rodar solo 6 episodios para observar los datos en audiencia. Su rodaje empezó el 7 de marzo de 2012 y acabó el 8 de julio del mismo año. Finalmente el jueves 11 de octubre la cadena española Antena 3 puso punto final para la serie debido a la baja audiencia de su 1 temporada.

## Reparto
| Personaje                                | Actor / Actriz           |
| Servio Sulpicio Galba (cónsul 144 a. C.) | Lluís Homar              |
| Quinto Servilio Cepión                   | Pepe Sancho (†)          |
| Claudia Fabia Mara                       | Nathalie Poza            |
| Marco                                    | Jesús Olmedo             |
| Octavio                                  | Antonio Mourelos         |
| Antonia                                  | Elvira Mínguez           |
| Cordelia                                 | Belén Fabra              |
| Décimo                                   | Robert González          |
| Sabina                                   | Ángela Cremonte          |
| Tito †                                   | Javier Ríos              |
| Diana / Cora de Capua                    | Aura Garrido             |
| Aurora / Vistilia                        | Lucía Martínez           |
| Vera                                     | Paula Prendes            |
| Druso                                    | Fernando Andina          |
| Gaia                                     | Thais Blume              |
| Tiberio Lucio Varo                       | Carlos Álvarez Novoa (†) |
| Craso                                    | Nasser Saleh             |
| Libo                                     | Santi Marín              |
| Messina                                  | Alicia González Laá      |
| Mario Terentio Ruga                      | Manuel Sánchez Ramos     |
| Catón                                    | José Ángel Egido         |
| Apio Claudio                             | Helio Pedregal           |
| Petra                                    | Elena Furiase            |
| Fabio †                                  | Iván Sánchez             |

## Argumento
Galba es un hombre poderoso, temido y respetado en Roma. Cuenta con el apoyo de los senadores más importantes, encabezados por el senador Quinto... y por ello le han encargado una última campaña; acabar con la resistencia de Numancia. Galba parte hacia allí convencido de su victoria y de que eso le otorgará, a su regreso, el reconocimiento definitivo.
Pero regresa de la campaña en Numancia derrotado, humillado... Los hispanos han acabado con su ejército. Galba ha perdido su honor y, sobre todo, su poder en Roma. Y no ha sido casual; alguien le ha traicionado. 
Galba no está dispuesto a rendirse; su familia, los Sulpicio, ha de volver a ocupar el lugar que merece en Roma, y para ello está dispuesto a hacer cualquier cosa, incluso a empezar una nueva guerra con aquellos que le han hecho caer. No sabe que un error de su pasado le persigue. Un error que tiene nombre de mujer: Cora. Una mujer que, para salvar a su padre, está dispuesta a pactar con sus mayores enemigos, un hombre empeñado en recuperar la gloria perdida y una familia que ansía controlar toda Roma.

## Recepción
El primer episodio obtuvo una cuota de pantalla de 1.880.000 espectadores, lo que convirtió a la serie en la tercera opción de los espectadores, provocada por la emisión en Cuatro de la película Spanish Movie. Estos datos no fueron los esperados por la cadena, ya que desarrollaron un intenso marketing antes de estrenar la serie. Aun así, la ficción ha recibido críticas bastante favorables por el público y la crítica especializada.

## Episodios y audiencias
| Temporada | Temporada | Episodios | Estreno                 | Final                 | Audiencia media | Audiencia media | Audiencia media |
| Temporada | Temporada | Episodios | Estreno                 | Final                 | Espectadores    | Cuota           |                 |
| --------- | --------- | --------- | ----------------------- | --------------------- | --------------- | --------------- | --------------- |
|           | 1         | 6         | 5 de septiembre de 2012 | 11 de octubre de 2012 | 1.469.000       | 9,1%            |                 |

### Temporada 1: 2012
| Capítulo    | Título original           | Fecha de emisión         | Espectadores | Cuota de pantalla |
| ----------- | ------------------------- | ------------------------ | ------------ | ----------------- |
| Temporada 1 |                           |                          |              |                   |
| 1           | «Sulpicio»                | 5 de septiembre de 2012  | 1.849.000    | 10,9%             |
| 2           | «El último hombre en pie» | 12 de septiembre de 2012 | 1.581.000    | 10,2%             |
| 3           | «La mujer del tribuno»    | 20 de septiembre de 2012 | 1.415.000    | 8,8%              |
| 4           | «Hijos»                   | 27 de septiembre de 2012 | 1.528.000    | 9,2%              |
| 5           | «La máscara»              | 4 de octubre de 2012     | 1.358.000    | 9,0%              |
| 6           | «El asalto»               | 11 de octubre de 2012    | 1.088.000    | 7,0%              |